# 석주 권필 유허비
석주 권필 유허비(石洲 權韠 遺墟碑)는 인천광역시 강화군 송해면 하도리에 있는, 조선 중기의 시인인 석주 권필(1569 - 1612) 선생의 유허비이다. 1986년 4월 1일 강화군의 향토유적 제27호로 지정되었다.

## 지정 사유
석주 권필(1569 - 1612) 선생은 조선 중기의 탁월한 시인으로서 한때 강화에 많은 유생들을 가르치며 시화를 나눈 인연을 갖고 있다. 선생의 자는 여장, 호는 석주, 본관은 안동, 벽의 아들이다. 과거에 뜻이 없어 시주로 낙을 삼고 가난하게 살다가 문신들의 추천으로 동몽교관에 임명되었으나 취임하지 않았다. 선조 25년 (1592)임진왜란때는 강경한 주전론을 주장했고, 광해군 초 권신 이이첨이 교제를 청했으나 끝내 거절했다. 광해군의 비 유씨 척족들의 방종을 궁유시로 풍자했다고 하여 광해군 4년(1612)친국을 받은 뒤 유배되었다. 
귀양길에 올라 동대문 밖에 이르렀을 때 친구들이 주는 술을 폭음하고 이튿날 별세했다. 인조반정 후 사헌부지평에 추증되었고, 유고로는 「석주집」을 남겼다. 유허비는 대리석으로 그 전면에 「석주권생유허비」라고 새겨져 있다. 

## 같이 보기
- 권필